# Sanday (Hebriden)
Sanday (schottisch-gälisch Sandaigh) ist eine Gezeiteninsel im Westen der „Kleinen Inseln“, die Bestandteil der schottischen Inneren Hebriden in den Highlands sind. Sie ist 3 Kilometer lang. Die Insel gehört dem National Trust for Scotland.
Sanday ist bekannt für seine zahlreichen Vogelarten, darunter der Papageitaucher, die Große Raubmöwe und der Atlantiksturmtaucher.
Der höchste Punkt der Insel ist der Tallabric mit 59 Metern; er liegt im Südwesten Sandays. Die benachbarte Insel Canna ist durch eine Straßenbrücke mit Sanday verbunden. 2018 wurde erstmals eine Straße auf Sanday gebaut, die auch bei Flut passierbar ist. 2011 lebten neun Personen auf Sanday.

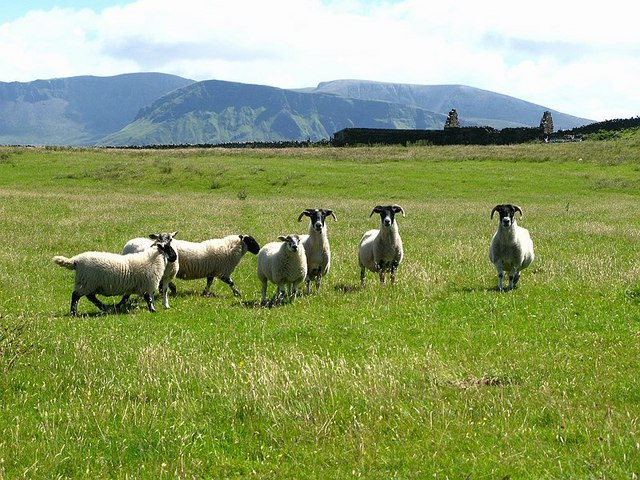
Schafe auf Sanday
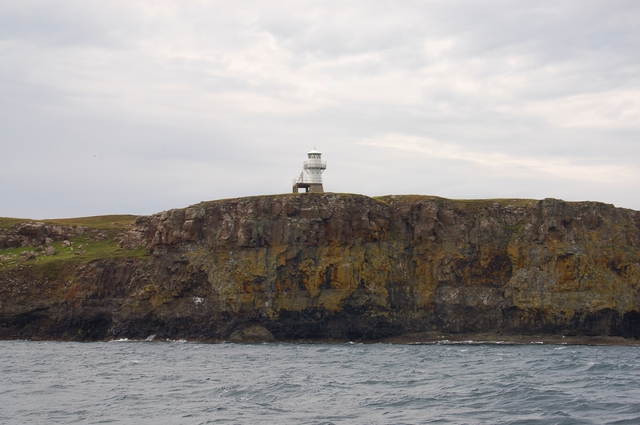
Leuchtturm
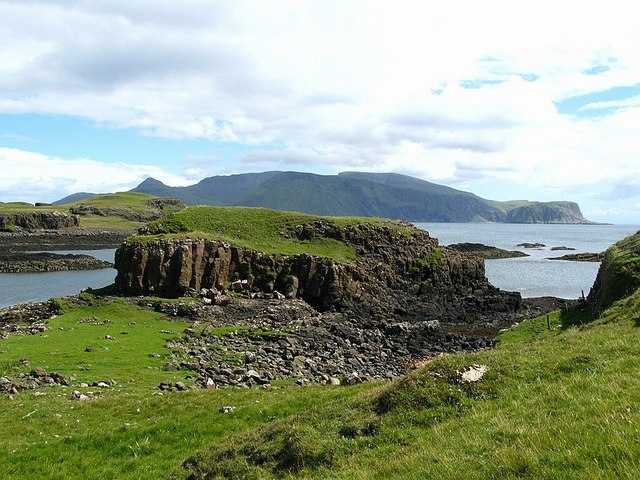
Cnoc Ghreannabric an der Nordküste
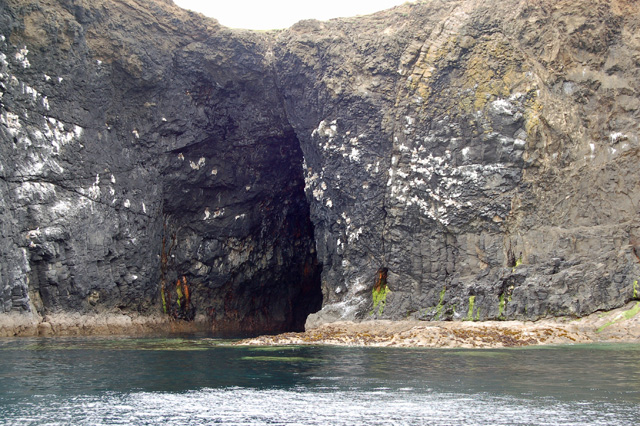
Höhle an der Südküste
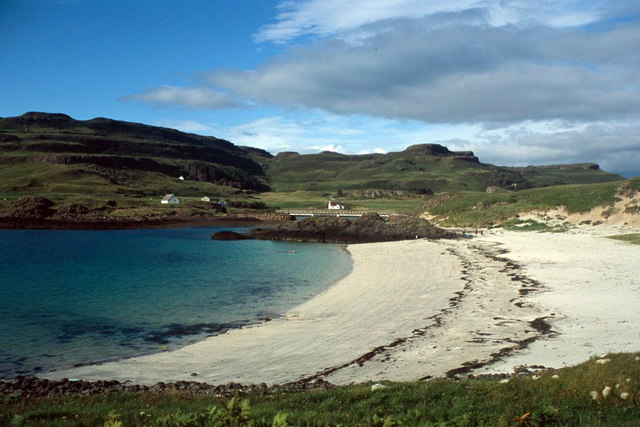
Sandstrand in der Nähe der Straßenbrücke
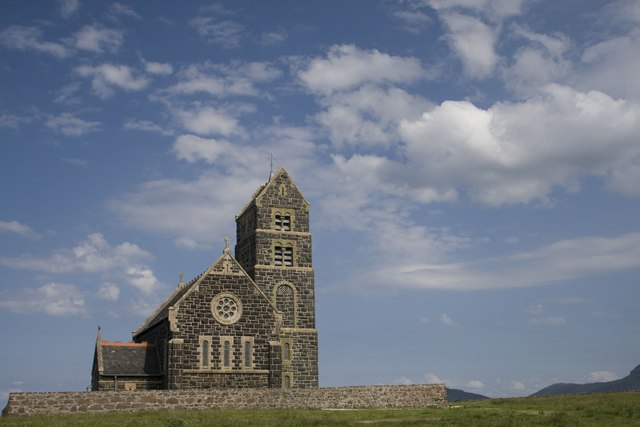
Ehemalige St Edwards Kirche (jetzt St Edwards Centre)
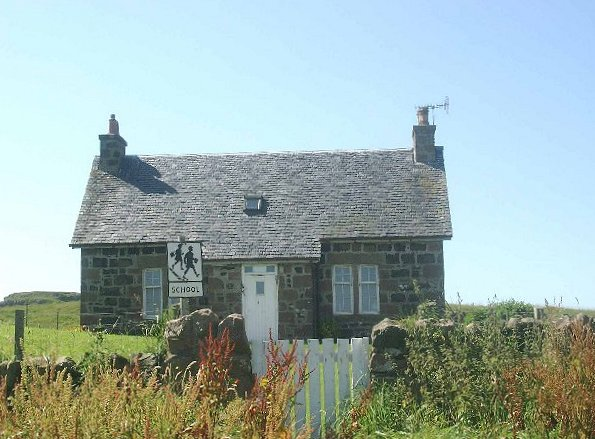
Ehemalige Schule
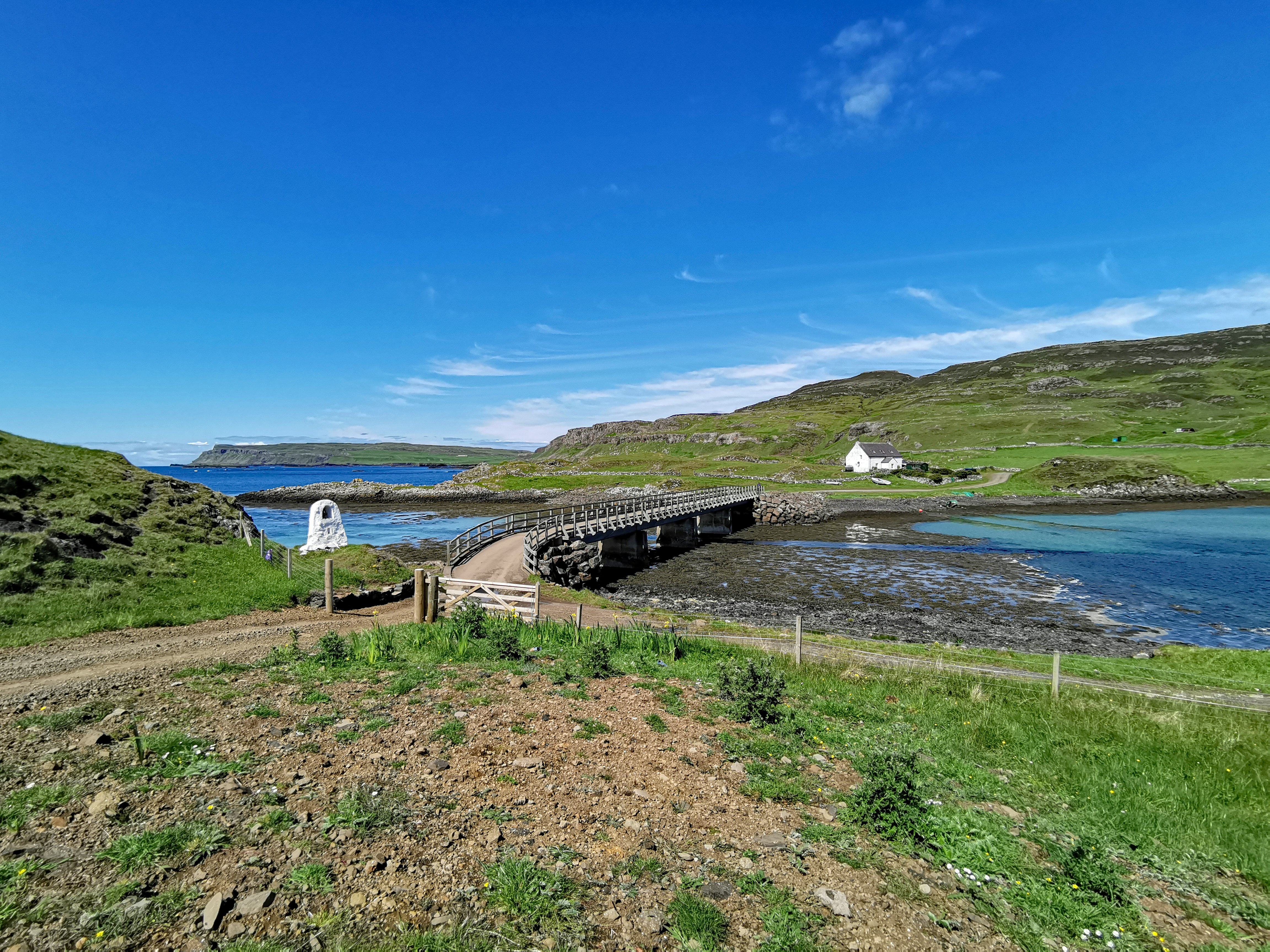
Neue Straßenbrücke von Canna (im Hintergrund) nach Sanday